# Pistola Queen Anne
Le pistole Queen Anne sono un tipo di pistola a pietra focaia contraddistinta dalla piastra di blocco forgiata in un unico pezzo con la culatta e la piastra di innesco. Nate probabilmente prima in Inghilterra, divennero di moda in Inghilterra durante il regno di Anna di Gran Bretagna, da cui presero il nome. Anche se realizzate in varie misure fino alla carabina, di solito erano realizzate nelle dimensioni di pistole tascabili o pistole da cappotto, facili da nascondere o da occultare. Una versione piccola, nota come pistola Toby o Muff, era in grado di essere nascosta in una tasca molto piccola o in un vestito da donna.
Le pistole Queen Anne sono caratterizzate dal fatto che la culatta e il grilletto sono forgiati in un unico pezzo con la piastra di blocco, prefigurando oltre 100 anni prima la cosiddetta "azione" di un'arma moderna.
La camera di scoppio è lunga e stretta con una zona nella parte superiore sagomata per adattarsi al proiettile (una palla di piombo rotonda). L'utente può riempire rapidamente la camera con polvere nera e mettere un proiettile in cima; la canna viene quindi riempita, sigillando il proiettile nella culatta della canna. Il proiettile è più grande della canna, quindi la culatta è rastremata per comprimere la palla mentre va verso l'esterno al momento dello scoppio per adattarsi perfettamente al foro. L'elevata pressione del gas si sviluppa dietro il proiettile prima di essere sparato fuori dalla canna, ottenendo così una velocità e una potenza della volata notevole. La canna era spesso rigata, per migliorare la precisione.
Non ebbe successo come arma militare. La maggiore diffusione dell'arma era tra i civili come un'efficace arma di autodifesa. Spesso era molto decorata, con incisioni e orpelli.